# Route nationale 15 (Maroc)
Pour les articles homonymes, voir N15 et Route nationale 15.
La route nationale 15 reliant Al Aroui (Près de Nador) à Midelt. Cette route est de 350 km de long et traverse les villes de Outat El Haj et Missour. Elle croise à Guercif la route nationale 6.

## Tracé

### Tronçon Al Aroui - Guercif
La section entre Al Aroui et Guercif est long de 148 km. Il passe par la ville de Saka. La N15  est aménagée en 2x1 voies sur l'intégralité de la section.
- Al Aroui
- Intersection avec la N2 : Al Hoceïma / Nador / Oujda
- Saka
- Intersection et début de la 508 : Tissa
- Intersection et début de la 512 : Tayara
- Échangeur entre N15 et A2 : Rabat / Meknès / Fès / Taza / Oujda
- Guercif

### Tronçon Guercif - Midelt
La section entre Guercif et Midelt est long de 262 km. Il passe principalement par les villes d'Outat El Haj et de Missour. La N15 est aménagée en 2x1 voies sur l'intégralité de la section avec une très courte section de 1 km à son début.
- Guercif
- Intersection et début du tronc commun de 3 km avec la N6 : Rabat / Meknès / Fès / Taza
- Intersection et fin du tronc commun de 3 km avec la N6 : Taourirt / Oujda
- Intersection et début du tronc commun de 26 km avec la N4 : Tendrara / Bouarfa / Figuig
- Intersection et fin du tronc commun de 26 km avec la N4 : Séfrou / Fès / Kénitra
- Outat El Haj
- Missour
- Intersection et début du tronc commun de la 601 : Sidi Boutayeb / Talsint
- Intersection avec la N13 : Chefchaouen / Meknès / Errachidia marquant la fin de la N15
- Midelt